# جيمي نيل
جيمي نيل (بالإنجليزية: Jimmy Neil)‏ (28 فبراير 1976 في المملكة المتحدة - ) هو لاعب كرة قدم بريطاني في مركز الوسط. لعب مع سكونثورب يونايتد وغريمسبي تاون وغرانتهام تاون ‏.

## وصلات خارجية
- جيمي نيل على موقع قاعدة بيانات كرة القدم.إي يو (الإنجليزية)
- جيمي نيل على موقع Soccerbase.com (لاعب) (الإنجليزية)